# ميليسا أرمسترونغ
ميليسا أرمسترونغ هي لاعب كرة قاعدة كندية، ولدت في 18 سبتمبر 1990.